# United National Front (Sri Lanka)
L'United National Front, ( singhalais : එක්සත් ජාතික පෙරමුණ  , tamoul : ஐக்கிய தேசிய முன்னணி  ), était une alliance politique au Sri Lanka.
En 2015, cette alliance est remplacée par United National Front for Good Governance et représente la droite conservatrice cingalaise du pays. Elle est l'une des 2 alliances mastodontes du pays, en opposition à la United People's Freedom Alliance représentant la gauche socialiste cingalaise.

## Partis politiques membres
Le parti politique chargé de l'alliance est le United National Party.
En 2018, voici la liste des partis politiques membres de l'alliance :
- All Ceylon Muslim Congress
- Democratic National Movement
- Democratic Party
- Jathika Hela Urumaya
- Sri Lanka Muslim Congress
- Tamil Progressive Alliance
- United Left Front

## Résultats électoraux

### Élections législatives
| Année | Voix      | %     | Sièges    | Gouvernement |
| ----- | --------- | ----- | --------- | ------------ |
| 2001  | 4 086 026 | 45.62 | 109 / 225 | Gouvernement |
| 2004  | 3 504 200 | 37.83 | 82 / 225  | Opposition   |
| 2010  | 2 357 057 | 29.34 | 60 / 225  | Opposition   |